# چاه شماره ۲ مهدی
چاه شماره ۲ مهدی یک منطقهٔ مسکونی در ایران است که در دهستان اسحق‌آباد واقع شده‌است.